# Élections législatives luxembourgeoises de septembre 1848
Les élections législatives de septembre 1848 ont eu lieu le 28 septembre 1848.
Ce sont les premières élections directes à la Chambre des députés. Les libéraux doctrinaires, au pouvoir depuis 1841, ont perdu l'élection au profit de libéraux progressistes et de catholiques favorables à la nouvelle constitution.

## Contexte
Les élections ont été les premières organisées après l'adoption d'une nouvelle loi électorale le 23 juillet 1848 établissant des élections directes et à bulletin secret. Il réduisait également le montant de l'impôt requis de 10 florins à 10 francs. Bien que le nombre d'électeurs ait doublé, passant d'environ 5 000 à 9 868, 95 % de la population est restée privée du droit de vote. C'étaient également les premières élections tenues en vertu de la constitution de 1848, fondée sur la constitution belge et introduisant un système parlementaire avec une monarchie constitutionnelle, limitant les pouvoirs du Grand-Duc.
Bien que les libéraux et les catholiques progressistes détiennent la majorité des sièges, l'accession de Guillaume III au trône en 1849 réduit leur pouvoir. Le roi-grand-duc s'opposa à la constitution de 1848, soutient les libéraux doctrinaires et exigea le rétablissement des pleins pouvoirs de la monarchie.

## Résultats

### Composition de la Chambre des députés
| Circonscription  | Sièges | Députés                                     |
| ---------------- | ------ | ------------------------------------------- |
| Capellen         | 4      | Jean-Baptiste-Henri-Melchior Funck          |
| Capellen         | 4      | Norbert Metz                                |
| Capellen         | 4      | Michel Tibesart                             |
| Capellen         | 4      | André Brucher                               |
| Clervaux         | 4      | Théodore Richard                            |
| Clervaux         | 4      | Édouard Thilges                             |
| Clervaux         | 4      | Bernard Pondrom                             |
| Clervaux         | 4      | Jean-Pierre Toutsch                         |
| Diekirch         | 5      | Joseph Tschiderer                           |
| Diekirch         | 5      | Jean Juttel                                 |
| Diekirch         | 5      | Chrétien Mersch                             |
| Diekirch         | 5      | Frédéric-Georges-Prosper de Blochausen (nl) |
| Diekirch         | 5      | Mathias Ulrich                              |
| Echternach       | 4      | Charles-Gérard Eyschen                      |
| Echternach       | 4      | Mathias Hardt                               |
| Echternach       | 4      | Michel Jonas                                |
| Echternach       | 4      | Mathias Lefort                              |
| Esch-sur-Alzette | 5      | Victor de Tornaco                           |
| Esch-sur-Alzette | 5      | Auguste Collart                             |
| Esch-sur-Alzette | 5      | Clément Hemmer                              |
| Esch-sur-Alzette | 5      | François-Louis-Guillaume Gras               |
| Esch-sur-Alzette | 5      | François Muller                             |
| Grevenmacher     | 4      | Joseph Ritter                               |
| Grevenmacher     | 4      | Auguste Metz                                |
| Grevenmacher     | 4      | Joseph Heynen                               |
| Grevenmacher     | 4      | Antoine Putz                                |
| Luxembourg       | 9      | Théodore Pescatore                          |
| Luxembourg       | 9      | Eugène Fischer                              |
| Luxembourg       | 9      | Charles Metz                                |
| Luxembourg       | 9      | Dominique Stiff                             |
| Luxembourg       | 9      | Augustin Lampach                            |
| Luxembourg       | 9      | Augustin Schlinck                           |
| Luxembourg       | 9      | Mathias Hertert                             |
| Luxembourg       | 9      | David Heldenstein                           |
| Luxembourg       | 9      | Hubert Dasselborn                           |
| Mersch           | 4      | Michel Clement (lb)                         |
| Mersch           | 4      | Jean-Pierre Hoffmann                        |
| Mersch           | 4      | Jean-Pierre Heuardt                         |
| Mersch           | 4      | Henri Witry                                 |
| Redange          | 4      | Jacques-Alexandre Brassel                   |
| Redange          | 4      | Nicolas Schroeder                           |
| Redange          | 4      | Rénilde-Guillaume Jacques                   |
| Redange          | 4      | Dominique Peckels                           |
| Remich           | 4      | Charles-Théodore André                      |
| Remich           | 4      | Pierre-Ernest Dams                          |
| Remich           | 4      | Mathias Spanier                             |
| Remich           | 4      | Guillaume Velter                            |
| Wiltz            | 4      | Jean-Pierre Dicktus                         |
| Wiltz            | 4      | Jean-Charles Mathieu                        |
| Wiltz            | 4      | Henri Greisch                               |
| Wiltz            | 4      | Jean-Baptiste Krack                         |